# Aneflomorpha luteicornis
Aneflomorpha luteicornis es una especie de escarabajo longicornio del género Aneflomorpha, tribu Elaphidiini, subfamilia Cerambycinae. Fue descrita científicamente por Linsley en 1957.

## Descripción
Mide 12-16 milímetros de longitud.

## Distribución
Se distribuye por Estados Unidos y México.